# 김신우
김신우(1966년 11월 30일~)는 대한민국의 가수이다.

## 학력
- 명지대학교 경영학과 학사 및 동 일반대학원 경영학 석사

## 활동
김신우는 1994년 그의 1집 앨범인 '김신우-1994'라는 곡으로 데뷔하여, 1996년에는 인기 만화영화였던 아마게돈의 MARIE라는 노래로 히트를 치기 시작한 후, 그의 인기는 1999년에도 계속 이어졌다.
1999년 귀거래사(歸去來辭)라는 노래로 많은 사람들로부터 주목 받아왔지만,
소속사와의 갈등과 음원 문제로 고초를 겪다가, 2001년 신규 발매 앨범인 The Man을 내놓고 본격적인 활동을 시작하였다. 그 이후 그의 히트곡 귀거래사는 MBC 주말연속극 죽도록 사랑해의 OST로 재 탄생시켜 다시 한번 히트곡을 만들어 냈다.
이후 방송에는 한번도 모습을 드러내지 않고 얼굴없는 가수로만 지내면서 노래를 만들어 갔다.
2012년에는 KBS1 콘서트 7080에 출연하면서 얼굴 없는 가수에서 벗어났다.
2015년에는 다시 활동을 시작해 그의 6집 앨범 Slow & Analogue를 발매하여 현재에 이르고 있다.

## 음반
- 1994년 1집  김신우 - 1994
- 1995년 2집 그대 앞에서
- 1996년 3집 Love And Freewall
- 1999년 4집  귀거래사 (歸去來辭)
- 2001년 5집 The Man
- 2015년 6집  Slow & Analogue